# Szárnyas fejvadász 2049
A Szárnyas fejvadász 2049 (eredeti cím: Blade Runner 2049) 2017-ben bemutatott amerikai sci-fi/cyberpunk film, a nagy sikerű Szárnyas fejvadász folytatása. 2017 októberében került a mozikba, főszereplői Harrison Ford, Ryan Gosling és Ana de Armas. A filmet Denis Villeneuve rendezte, Ridley Scott vezető producerként vállalt benne szerepet. A film jelentős részét Magyarországon forgatták.

## Szereplők
| Szereplő | Színész            | Magyar hang           |
| --- | ------------------ | --------------------- |
| K / Joe | Ryan Gosling       | Zámbori Soma          |
| Rick Deckard | Harrison Ford      | Csernák János         |
| Joi | Ana de Armas       | Sodró Eliza           |
| Luv | Sylvia Hoeks       | Ligeti Kovács Judit   |
| Joshi hadnagy | Robin Wright       | Nagy-Kálózy Eszter    |
| Mariette | Mackenzie Davis    | Peller Mariann        |
| Dr. Ana Stelline | Carla Juri         | Bartsch Kata          |
| Niander Wallace | Jared Leto         | Kaszás Gergő          |
| Mister Cotton | Lennie James       | Kálid Artúr           |
| Sapper Morton | Dave Bautista      | Bede-Fazekas Szabolcs |
| Gaff | Edward James Olmos | Varga Tamás           |
| Freysa | Hiam Abbass        | Borbás Gabi           |
| Nandez | Wood Harris        | Galambos Péter        |
| Coco | David Dastmalchian | Karácsonyi Zoltán     |
| Levéltáros | Tómas Lemarquis    | Takátsy Péter         |
| Prosti | Krista Kosonen     | Dobó Enikő            |
| Prosti | Elarica Johnson    | Gubik Petra           |
| Dühös öregasszony | Szécsi Vilma       | Horváth Zsuzsa        |
| Rachael / Rachael újragyártott változata | Sean Young         | Nemes Takách Kata     |
| Érzelmi ellenőr | Mark Arnold        | Zöld Csaba            |
| További magyar hangok |                    |                       |
| Bárány Virág, Bertalan Ágnes, Bordás János, Csépai Eszter, Czifra Krisztina, Fehér Péter, Fehérváry Márton, Gyurin Zsolt, Haagen Imre, Hegedüs Miklós, Holl Nándor, Lipcsey Colini Borbála, Nádorfi Krisztina, Tokaji Csaba |                    |                       |

## Fordítás
- Ez a szócikk részben vagy egészben  a   Blade Runner 2049 című angol Wikipédia-szócikk fordításán alapul.  Az eredeti cikk szerkesztőit annak laptörténete sorolja fel. Ez a jelzés csupán a megfogalmazás eredetét és a szerzői jogokat jelzi, nem szolgál a cikkben szereplő információk forrásmegjelöléseként.